# Suzie Muirhead
Suzie Ngaire Muirhead (djevojački: Suzie Pearce) (Whangarei, 10. travnja 1975.)  je bivša novozelandska hokejašica na travi. Igra na položaju obrambene igračice.
Svojim igrama je privukla pozornost novozelandskog izbornika, što joj je dalo mjesto u "The Black Sticksicama", novozelandskoj izabranoj vrsti.
2005. je bila kapetanicom novozelandske izabrane djevojčadi, u sastavu koje je imao samo 3 igračice s OI iz Sydneya (preostale dvije su bile Diana Weavers i Moira Senior). 
Veći dio karijere kao unutarnja lijeva igračica, a 2003. ju je trener Ian Rutledge nagovarao da se prebaci na položaj srednjeg halfa. Danas igra ulogu navalnom dijelu veznog reda, smjenjujući se s unutarnjim navalnim igračicama, što je dovelo do toga da je postala jednim od najboljih strijelaca. 
Suzie Muirhead je igračica s najvećim brojem nastupa za Novi Zeland. 
Proglašena je novozelandskom igračicom godine 2002. godine.
Sudjelovala je na dvije Olimpijade (2000. u Sydneyu i 2004. u Ateni, na kojima je osvojila 6. mjesto), dvije Igre Commonwealtha (1998. u Kuala Lumpuru je osvojila brončano odličje), dva svjetska prvenstva i četiri Trofeja prvakinja.

## Sudjelovanja na velikim natjecanjima
- 1998.: Igre Commonwealtha u Kuala Lumpuru: brončano odličje
- 1998.: SP u Utrechtu, 6. mjesto
- 1999.: Trofej prvakinja u Brisbaneu, 5. mjesto
- 2000.: izlučna natjecanja za OI 2000., održana u Milton Keynesu, 1. mjesto (2. najbolji strijelac)
- 2000.: Trofej prvakinja u Amstelveenu, 6. mjesto
- 2000.: OI u Sydneyu, 6. mjesto
- 2001.: Trofej prvakinja u Amstelveenu, 5. mjesto
- 2002.: Igre Commonwealtha u Manchesteru, 4. mjesto
- 2002.: Trofej prvakinja u Macau, 5. mjesto
- 2002.: SP u Perthu: 11.
- 2003.: Champions Challenge u Cataniji, 4. mjesto
- 2004.: izlučna natjecanja za OI 2004., održana u Aucklandu, 3. mjesto
- 2004.: OI u Ateni, 6. mjesto
- 2005.: Champions Challenge u Virginia Beachu, zlatno odličje
- 2006.: Igre Commonwealtha u Melbourneu, 4. mjesto
- 2006.: izlučna natjecanja za SP 2006., održana u Rimu, 7. mjesto

## Vanjske poveznice
- Novozelandski olimpijski odbor